# Solaroad

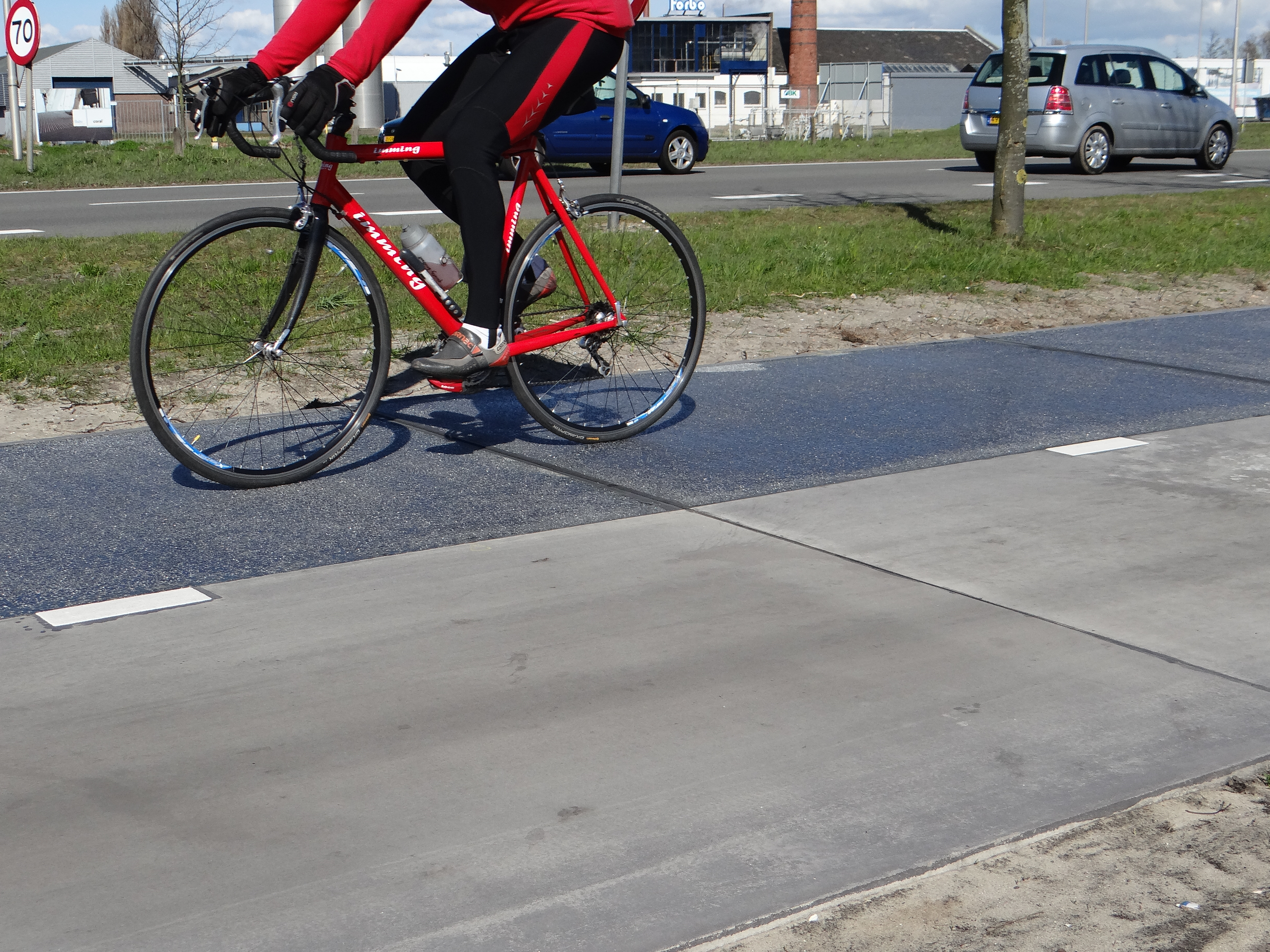
Een fietser op een SolaRoad.

De SolaRoad was een in 2014 geïntroduceerde innovatie waarbij zonnepanelen in een fietspad geïntegreerd zijn. In november van dat jaar werd een pilot, een fietspad van 73 meter lang in Krommenie, officieel geopend door de Nederlandse minister van Energie, Henk Kamp.
De zonnepanelen in het fietspad zijn eind november 2020 verwijderd. Na verwijdering is er een nieuwe iets verhoogde asfaltlaag voor in de plaats gekomen.

## Samenwerkingsverband
De benodigde technologie werd ontwikkeld door een publiek-privaat samenwerkingsverband van TNO, Dynniq (voorheen Imtech) en Ooms Civiel, met een subsidie van 1,5 miljoen van de provincie Noord-Holland (tevens eigenaar van het fietspad). De kosten van het totale proefproject bedroegen € 3,5 miljoen. Behalve de € 1,5 miljoen van Noord-Holland zijn dat bijdragen van TNO, Ooms Civiel, Imtech en het Europese PV-Sin project (mede gesubsidieerd door de rijksoverheid).

## Technologie
De noordelijke helft van het voor de pilot gebruikte fietspad bestaat uit een serie geprefabriceerde panelen met een bovenlaag van één centimeter dik gehard glas, voorzien van een toplaag van een soort coating. De zonnecellen zitten direct onder deze laag. TNO stelt dat de energie die met deze cellen uit zonlicht gehaald wordt, gebruikt kan worden voor straatverlichting, stoplichten en overige bewegwijzering. Andere denkbare toepassingen zijn het leveren van de stroom aan omwonenden en in toekomst ook aan de elektrische voertuigen die over dit soort paden rijden. De test met het prototype in Krommenie zou drie jaar lang duren. In de eerste maand leverde het pad genoeg energie om één huishouden van stroom te voorzien. Voor de pilot is drie miljoen euro uitgetrokken. De zuidelijke helft van het fietspad is alleen van coating voorzien, met als doel om de duurzaamheid van verschillende typen coating te testen.

## Pilot Krommenie
De pilot met de SolaRoad-elementen is in november 2014 gerealiseerd nabij de N203 in Krommenie ter hoogte van het tankstation en de kruising met de Dorpsstraat. De pilot bestaat uit 27 betonelementen met een totale lengte van 73 meter (32 elementen, 86 meter na verlenging in oktober 2016). De helft van het oppervlak bestaat uit zonnepanelen. Het totaal geïnstalleerde vermogen is 14580 wattpiek. Naar verwachting levert dit aan elektriciteit ongeveer 11700 kWh/jaar op. De opgewekte elektriciteit gaat direct het elektriciteitsnet in. November 2015 werd bekend dat het eerste bedrijfsjaar 9800 kWh heeft opgeleverd.
Recente ontwikkelingen laten zien dat de stroeve toplaag te wensen overlaat. Deze blijkt na een half jaar bij ongeveer de helft van de elementen beschadigd te zijn. Na ruim half jaar is er 150.000 keer gefietst over de weg. Na bijna een jaar was de toplaag zodanig slecht dat deze vervangen is (eind oktober 2015).
De elektriciteitsopbrengst was volgens het SolaRoad-consortium boven verwachtingen (70 kWh per m² / jaar). In een populaire Engelstalige vlog wordt het succes weersproken: een daksysteem levert tweemaal zoveel elektriciteit op per vierkante meter tegen een fractie van de kosten van solaroad.
In oktober 2016 is de pilot uitgebreid met zeven nieuwe elementen met verbeterde eigenschappen. Twee elementen van de eerste generatie zijn verwijderd zodat de pilot in totaal met ongeveer dertien meter is verlengd. In februari 2017 bleek dat de toplaag van een van de nieuwe elementen gedeeltelijk was afgebrokkeld.

## Pilot zwaar verkeer
Als vervolg op de pilot in Krommenie zijn begin maart 2019 in Spijkenisse en in de Haarlemmermeer pilots aangelegd voor zwaar verkeer. Na een week zijn deze pilots weer gesloten voor verkeer door problemen met de toplaag.
Juli 2019 is er besloten om het project in Spijkenisse te stoppen, de solaroad is niet meer te herstellen
De provincies Zuid- en Noord-Holland, TNO en bouwbedrijf Strukton staken 7 miljoen euro in het experiment.

## Problemen en kritieken

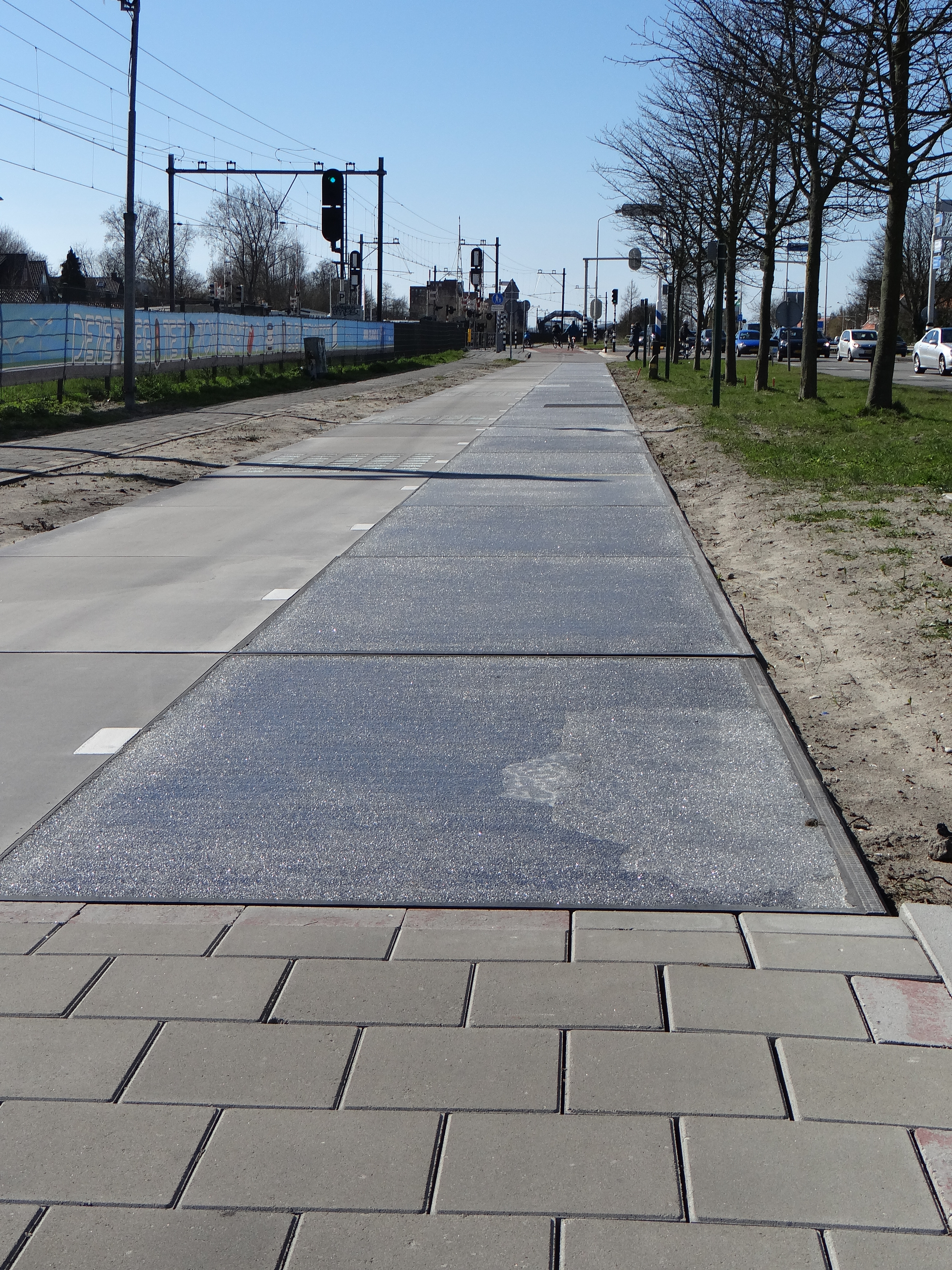
Zicht op de Solaroad

Critici zien een groot aantal problemen:
- De panelen worden vies, doordat ze horizontaal liggen. Modder, sneeuw en dergelijke kunnen zich aan de oppervlakte hechten.
- De panelen kunnen niet naar de zon toe gedraaid worden voor een betere lichtopbrengst, dit in tegenstelling tot een opstelling van zonnepanelen op dak.
- De kosten zijn relatief hoog en staan niet in verhouding met losse zonnepanelen en een standaard wegdek (naar schatting 3 tot 4x duurder; geschat € 900-1200 per m² voor de verharding). De terugverdientijd is hiermee meer dan 50 jaar.
- Met een prijs van € 1000 per m², een opbrengst van 70 kWh per m² / jaar en een levensduur van 20 jaar kan een kWh prijs van € 0,71 worden berekend. In vergelijk met een offshore windmolenpark zijn hiermee de kosten 4x hoger (kWh prijs gemiddeld € 0,17[20]). Ter vergelijk de normale kale energieprijs ligt rond de € 0,04-0,05 per kWh.
- Gevoelig voor vandalisme.
- Salderen van de elektriciteitsopbrengst is niet of nauwelijks mogelijk. Hierdoor is de opbrengst (in euro's) laag.
- Onderhoudskosten zijn zeer hoog.
- Hoge kosten voor aansluiten elektriciteitsnet, wat (over)gedimensioneerd moet worden op piekmomenten in de zomer.
- Totale milieubelasting gedurende de levensduur (LCA) valt naar verwachting negatief uit, vanwege de milieubelasting bij de productie van de betonnen omhulling en de stroeve toplaag in combinatie met de relatief korte verwachte levensduur van 10 jaar.
- Grootschalige toepassing van SolaRoad kan een negatief effect hebben op de ontwikkeling van goedkopere en effectievere mogelijkheden om de klimaatverandering tegen te gaan, de investeringen in SolaRoad-wegen gaan waarschijnlijk ten koste van alternatieven.[21]
- Natuurkundige Phil Mason publiceert onder het pseudoniem "Thunderf00t" over dit onderwerp. Middels een serie video's demonstreert hij zowel met theoretisch als ook praktisch bewijs dat de projecten in Amerika (Idaho) en China gedoemd zijn om compleet te mislukken.

## Vergelijkbare initiatieven
Een bedrijf in Idaho Solar Roadways heeft het voornemen om voor onderzoek een aantal wegen door een vergelijkbare innovatie te vervangen.
Wattway in Frankrijk is een initiatief vergelijkbaar met SolaRoad.
Een innovatief fietspad in Zuid-Korea heeft een zonne-energie dak. Bij dit project worden de eigenschappen van zowel het wegdek als ook de zonnepanelen optimaal benut, waarbij tevens sprake is van dubbel ruimtegebruik. Hierbij zijn de fietsers beschut tegen zon / regen en zijn de zonnepanelen optimaal gericht op de zon voor maximaal elektrisch rendement. Het 32 km lange pad is gelegen tussen Daejeon en Sejong en is gesitueerd in de middenberm van een snelweg met zes rijstroken.
Een andere oplossing voor het winnen van energie uit wegen is Road Energy Systems (RES), dat is gebaseerd op een zonneboiler en in een weg kan worden geplaatst zonder dat het uiterlijk van de weg verandert.